# Thomas S. James junior

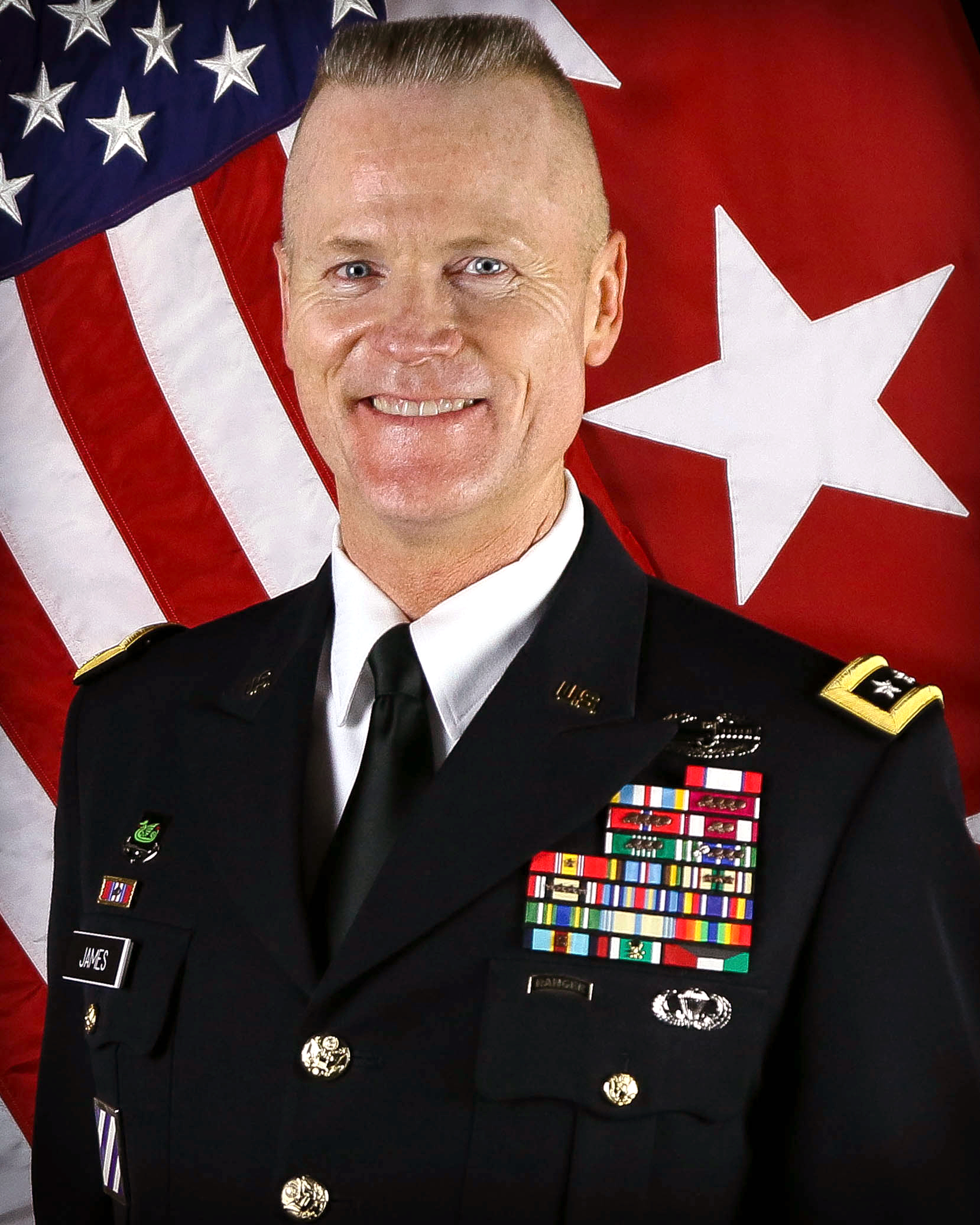
Thomas S. James Jr. (2019)

Thomas Sease James Jr. (* 15. Oktober 1963 in Greenville, South Carolina) ist ein pensionierter Generalleutnant der United States Army. Er war unter anderem Kommandeur der 1. Armee.
Thomas James besuchte die öffentlichen Schulen seiner Heimat. Über das ROTC-Programm der Militärschule The Citadel in Charleston in South Carolina gelangte er im Jahr 1985 in das Offizierskorps des US-Heeres. Dort wurde er als Leutnant den Panzertruppen zugeteilt. In der Armee durchlief er anschließend alle Offiziersränge vom Leutnant bis zum Drei-Sterne-General. Im Lauf seiner militärischen Karriere absolvierte James verschiedene Kurse und Schulungen. Dazu gehörten unter anderem der Infantry Advanced Course, das Command and General Staff College, die School of Advanced Military Studies und das National War College.
James war zunächst Zugführer einer Panzerkompanie. Während des Zweiten Golfkriegs war er Stabsoffizier in der G3-Abteilung für Operationen der 3. Infanteriebrigade, die offiziell der 3. Infanteriedivision unterstand. Diese war vor ihrem Einsatz im Nahen Osten in Deutschland stationiert. Die 3. Brigade hatte ihren Standort in Aschaffenburg. Allerdings war sie seit November 1990 aus der Division taktisch ausgegliedert und nahm anstelle der 1. Brigade der 1. US-Panzerdivision als Teil der vom VII. US-Korps geführten Operation Desert Storm am Gegenangriff auf den Irak teil.
Nach dem Krieg kommandierte Thomas James zwei Panzerkompanien. Danach war er Stabsoffizier im Hauptquartier der 1. Panzerdivision in Bad Kreuznach. In den folgenden Jahren war er unter anderem Stabsoffizier bei der 3. Infanteriedivision und dem ebenfalls in Deutschland stationierten V. Korps. Anschließend übernahm er das Kommando über das 1. Bataillon des 37. Panzerregiments, das der 1. Panzerdivision unterstand, mit dem er im Irakkrieg eingesetzt wurde. Im Verlauf des Kriegseinsatzes war James auch Stabsoffizier in der G3-Abteilung für Operationen dieser Division.
Danach absolvierte er das National War College. Anschließend wurde er zum United States Army Training and Doctrine Command (TRADOC) versetzt, wo er Abteilungsleiter in dessen Planungsabteilung war. Es folgte eine weitere Versetzung zur 3. Infanteriedivision, die inzwischen in Fort Stewart in Georgia stationiert war. Dort übernahm er das Kommando über die 4. Brigade dieser Division. Dabei wurde er für einige Zeit mit seiner Brigade erneut in den Irak versetzt. Danach wurde er Leiter der Stabsabteilung G3 der 3. Infanteriedivision und erneut für einige Zeit in den Irak beordert.
Nach seiner Zeit bei der 3. Infanteriedivision wurde Thomas James, inzwischen im Rang eines Brigadegenerals, Leiter der Panzerschule in Fort Benning, dem heutigen Fort Moore. Von dort wurde er zum Fort Hood, dem heutigen Fort Cavazos in Texas, zur 1. Kavalleriedivision versetzt, deren Stab er als Leiter der Stabsabteilung für Operationen und Manöver angehörte. In den Jahren 2013 und 2014 war Thomas Abteilungsleiter beim Mission Command Center in Fort Leavenworth in Kansas. Danach war er bis 2015 Stabsoffizier beim United States Army Forces Command. Dort leitete er die kombinierte Stabsabteilung G-3/5/7.
Es folgte eine Versetzung nach Fort Lewis bzw. zur Joint Base Lewis-McChord, wo er von 2015 bis 2017 die 7. Infanteriedivision kommandierte. Daran schloss sich eine Versetzung nach Südkorea an. Dort war er im Hauptquartier des gemeinsamen United Nations Command der südkoreanischen Streitkräfte und der United States Forces Korea Abteilungsdirektor für Operationen (Director of Operations of the United Nations Command, ROK/US Combined Forces Command, and United States Forces Korea). Diesen Posten hatte er in den Jahren 2017 und 2018 inne.
Im Jahr 2018 wurde Thomas James mit dem Oberbefehl über die im Rock Island Arsenal stationierte 1. Armee betraut. Dieses Amt bekleidete er bis zu seinem Eintritt in den Ruhestand am 8. Juli 2021, als Antonio Aguto seine Nachfolge antrat.

## Orden und Auszeichnungen
Thomas James erhielt im Lauf seiner militärischen Laufbahn unter anderem folgende Auszeichnungen:
- Army Distinguished Service Medal
- Defense Superior Service Medal
- Legion of Merit
- Bronze Star Medal
- Meritorious Service Medal
- Army Commendation Medal
- Army Achievement Medal